# 제48회 아카데미상
제48회 아카데미상은 1976년 3월 29일에 열린 시상식이다. LA 도로시 챈들러 파빌리온에서 개최되었으며 사회자는 월터 매튜, 로버트 쇼, 조지 세갈, 골디 혼, 진 켈리이다.

## 후보 및 수상

### 작품상
- 뻐꾸기 둥지 위로 날아간 새 - 사울 제인츠 수상
- 배리 린든 - 스탠리 큐브릭
- 뜨거운 오후 - 마틴 브레그먼
- 죠스 - 리처드 D. 자눅
- 내쉬빌 - 로버트 알트만

### 남우주연상
- 뻐꾸기 둥지 위로 날아간 새 - 잭 니콜슨 수상
- 뜨거운 오후 - 알 파치노
- Give 'em Hell, Harry! - 제임스 휘트모어
- The Man in the Glass Booth - 맥시밀리언 쉘
- 선샤인 보이 - 월터 매튜

### 여우주연상
- 뻐꾸기 둥지 위로 날아간 새 - 루이스 플레처 수상
- Hedda - 글렌다 잭슨
- Hester Street - 캐롤 케인
- 아델의 사랑 이야기 - 이자벨 아자니
- 토미 - 앤-마그렛

### 남우조연상
- 선샤인 보이 - 조지 번즈 수상
- 부서진 세월 - 버제스 메러디스
- 뜨거운 오후 - 크리스 서랜던
- 뻐꾸기 둥지 위로 날아간 새 - 브래드 듀리프
- 바람둥이 미용사 - 잭 워든

### 여우조연상
- 바람둥이 미용사 - 리 그랜트 수상
- Farewell, My Lovely - 실비아 마일즈
- Jacqueline Susann's Once Is Not Enough - 브렌다 바카로
- 내쉬빌 - 로니 블라클리
- 내쉬빌 - 릴리 톰린

### 감독상
- 뻐꾸기 둥지 위로 날아간 새 - 밀로스 포먼 수상
- 나는 기억한다 - 페데리코 펠리니
- 배리 린든 - 스탠리 큐브릭
- 뜨거운 오후 - 시드니 루멧
- 내쉬빌 - 로버트 알트만

### 각본상
- 뜨거운 오후 - 프랭크 피어슨 수상

### 각색상
- 뻐꾸기 둥지 위로 날아간 새 - 로렌스 하우벤 수상

### 촬영상
- 배리 린든 - 존 알콧 수상

### 편집상
- 죠스 - 베르나 필즈 수상

### 미술상
- 배리 린든 - 켄 애덤 수상

### 의상상
- 배리 린든 - Ulla-Britt Soderlund 수상

### 음악상
- 죠스 - 존 윌리엄스 수상

### 주제가상
- 내쉬빌 - 키스 캐러딘 수상

### 음향믹싱상
- 죠스 - Robert L. Hoyt 수상

### 외국어영화상
- 데루수 우자라 - 구로사와 아키라 수상

### 단편애니메이션상
- Great - Bob Godfrey 수상

### 단편영화상
- Angel and Big Joe - Bert Salzman 수상

### 장편다큐멘터리상
- The Man Who Skied Down Everest - F.R. Crawley 수상

### 단편다큐멘터리상
- The End of the Game - Claire Wilbur 수상

### 공로상
- 메리 픽포드 수상

### 진 허숄트 박애상
- Jules C. Stein 수상

### 어빙 탤버그 상
- 머빈 르로이 수상

### 음악스코어링상
- 배리 린든 - Leonard Rosenman 수상

## 같이 보기
- 제33회 골든 글로브상
- 제29회 영국 아카데미 영화상